# Championnats du monde de tir à l'arc 2001
Navigation
Édition précédente Édition suivante
Les championnats du monde de tir à l'arc 2001 sont une compétition sportive de tir à l'arc organisée du 16 au 23 septembre 2001 à Pékin, en République populaire de Chine. Il s'agit de la 41e édition des championnats du monde de tir à l'arc.

## Résultats

### Classique
| Event            | Or                                                     | Argent                                                | Bronze                                                 |
| ---------------- | ------------------------------------------------------ | ----------------------------------------------------- | ------------------------------------------------------ |
| Individuel homme | Yeon Jung-Ki Corée du Sud                              | Lionel Torres France                                  | Park Kyung-Mo Corée du Sud                             |
| Par équipe homme | Corée du Sud Yeon Jung-Ki Lee Chang-Hwan Park Kyung-Mo | Italie Michele Frangilli Ilario di Buo Matteo Bisiani | Chine Chen Hongyuan Sun Jian Yang Bo                   |
| Individuel femme | Park Sung-Hyun Corée du Sud                            | Kim Kyung-Wook Corée du Sud                           | Kateryna Palekha Ukraine                               |
| Par équipe femme | Chine Zhang Juanjuan He Ying Yang Jianping             | Italie Natalia Valeeva Irene Franchini Roberta Allodi | Corée du Sud Choi Nam-Ok Park Sung-Hyun Kim Kyung-Wook |

### Arc à poulie
| Event            | Or                                                 | Argent                                                        | Bronze                                                    |
| ---------------- | -------------------------------------------------- | ------------------------------------------------------------- | --------------------------------------------------------- |
| Individuel homme | Dejan Sitar Slovénie                               | Morgan Lundin Suède                                           | Morten Boe Norvège                                        |
| Par équipe homme | Norvège Morten Boe Sigmund Johansen Kolbjoern Flaa | Allemagne Robert Hesse Stefan Griem Rainer Voss               | Grande-Bretagne Chris White Michael Peart Jonathan Mynott |
| Individuel femme | Ulrika Sjoewall Suède                              | Bettina Thiele Allemagne                                      | Sirkka Sokka-Matikainen Finlande                          |
| Par équipe femme | France Maggy Masson Catherine Pellen Valerie Fabre | Italie Stefania Montagnoni Assunta Atorino Francesca Peracino | Pays-Bas Irma Luyting Marjon Pigney Olga Zandvliet        |

### Tableau des médailles
| Rang | Nation          | Or | Argent | Bronze | Total |
| ---- | --------------- | -- | ------ | ------ | ----- |
| 1    | Corée du Sud    | 3  | 1      | 1      | 5     |
| 2    | France          | 1  | 1      | -      | 2     |
| 2    | Suède           | 1  | 1      | -      | 2     |
| 4    | Chine           | 1  | -      | 1      | 2     |
| 4    | Norvège         | 1  | -      | 1      | 2     |
| 6    | Slovénie        | 1  | -      | -      | 1     |
| 7    | Italie          | -  | 3      | -      | 3     |
| 8    | Allemagne       | -  | 2      | -      | 2     |
| 9    | Finlande        | -  | -      | 1      | 1     |
| 9    | Grande-Bretagne | -  | -      | 1      | 1     |
| 9    | Pays-Bas        | -  | -      | 1      | 1     |
| 9    | Ukraine         | -  | -      | 1      | 1     |